# 张珉喜
张珉喜（韓語：장민희，1999年4月5日—），韓國射箭運動員，她代表韓國隊參加了日本舉行的2020年夏季奧林匹克運動會，並且在女子團體比賽上獲得金牌。

## 外部連結
- 張珉喜的Instagram帳戶